# Madjrè
Madjrè è un arrondissement del Benin situato nella città di Dogbo (dipartimento di Kouffo) con 8.340 abitanti (dato 2006).